# Gonomyia vanuana
Gonomyia vanuana là một loài ruồi trong họ Limoniidae. Chúng phân bố ở miền Australasia.